# Deutsches Meisterschaftsrudern

Logo des DRV (seit 2007)

Als Deutsches Meisterschaftsrudern (DMR) bezeichnet der Deutsche Ruderverband traditionell die Wettbewerbe zur Ermittlung der Deutschen Meister im Rudern. Seit 2013 gibt es dafür zwei Veranstaltungen. Bei den Deutschen Kleinbootmeisterschaften werden die Meister im Einer und Zweier ohne ermittelt. Hier treten die Ruderer aus dem Nationalkader an um sich für die internationalen Wettbewerbe zu empfehlen. Für die anderen Bootsklassen gibt es die Deutschen Großbootmeisterschaften. 2024 sind als dritte Veranstaltung die Deutschen Meisterschaften im Küstenrudern hinzugekommen.

## Geschichte

Achilles Wild von der Frankfurter RG Germania, Deutscher Meister im Einer 1882 und von 1884 bis 1888

### Entstehung
Die heutige Form des Rennruderns entwickelte sich im 18. Jahrhundert in England. Im Jahr 1715 veranstaltete ein Ire erstmals ein Wettrudern für Skullboote auf der Themse. Die erste bekannte Regatta fand im Jahr 1775 bei Putney ebenfalls auf der Themse statt. 1829 gab es das erste Achterrennen zwischen den Universitäten Oxford und Cambridge. Der erste deutsche Ruderverein, „Der Hamburger Ruder-Club“, wurde im Jahr 1836 gegründet, ihm folgten bis 1869 sechs weitere, die bis in die heutige Zeit überdauert haben. Im süddeutschen Raum wurde mit dem Frankfurter Ruderverein im Jahr 1865 der erste Ruderverein aus der Taufe gehoben. In den 1870er-Jahren wurden schließlich zahlreiche Rudervereine in Deutschland gegründet. Die erste deutsche Ruderregatta wurde bereits 1844 in Hamburg ausgetragen.
Die erste deutsche Rudermeisterschaft wurde 1882 in Frankfurt am Main veranstaltet, wobei der „Meister von Deutschland“ ausschließlich im Männer-Einer ermittelt wurde. Für den besten deutschen Ruderer stiftete die Frankfurter Rudergesellschaft Germania 1883 einen Herausforderungspreis. Nachdem Achilles Wild in den Jahren 1884 bis 1886 die Meisterschaft im Einer dreimal hintereinander gewonnen hatte, ging der Preis schon nach wenigen Jahren in sein Eigentum über. Darauf stiftete der noch junge, im Jahr 1883 gegründete Deutsche Ruderverband (DRV) im Jahr 1887 einen neuen Preis für den „Meister von Deutschland“, eine Goldkette mit Brillantstern und Plaketten, auf denen der jeweilige Gewinner eingraviert wird. Es ist ein Wanderpreis, der nur ein Jahr im Besitz des jeweiligen Siegers bleibt. Bei der deutschen Meisterschaft im Einer wird auch heute noch die im Jahr 1887 gestiftete Meisterschaftskette mit Brillantstern übergeben, allerdings nur für die kurze Zeit der Siegerehrung.
Bis zum Jahr 1905 wurden Meisterschaften nur im Einer und immer am Ort des Titelverteidigers ausgerudert. Erst ab dem Jahr 1906 gibt es das Deutsche Meisterschaftsrudern auch für weitere Bootsgattungen.
Zwischenzeitlich wurde der Rudersport olympisch. Aufgrund schlechten Wetters fiel die olympische Ruderregatta 1896 in Athen jedoch aus, so dass erstmals im Jahr 1900 in Paris sogar mit deutscher Beteiligung um olympische Medaillen gerudert wurde. Olympische Bootsgattungen waren zunächst der Einer, der Zweier mit Steuermann, der Vierer mit Steuermann und der Achter.

### Entwicklung über die Jahre
Das Format des DMR wurde über die Zeit immer wieder verändert und angepasst. In den Jahren 1954 bis 1957 wurde das Deutsche Meisterschaftsrudern als „gesamtdeutsche Meisterschaft“ ausgetragen. Von 1949 bis 1990 fanden zusätzlich DDR-Rudermeisterschaften statt. In den Jahren 1969 bis 1975 waren generell und in den Jahren 2005 bis 2010 mit Ausnahme des Zweiers-ohne keine Renngemeinschaften, sondern nur Vereinsmannschaften beim Deutschen Meisterschaftsrudern startberechtigt. Außerdem wurden von 2005 bis 2010 die deutschen Meister in zwei getrennten Veranstaltungen ermittelt. Bei den Deutschen Kleinbootmeisterschaften gingen nur die Bootsgattungen Einer und Zweier ohne an den Start. Für die weiteren Bootsgattungen gab es die Deutschen Großbootmeisterschaften. 2011 und 2012 wurden die getrennten Meisterschaften für Kleinboote und Großboote wieder auf einer Veranstaltung ausgetragen. Seit 2013 gibt es wieder zwei Veranstaltungen für Klein- und Großboote. Die Kleinbootmeisterschaften finden üblicherweise im April statt, um die Athleten auswählen zu können, die später im Jahr bei den internationalen Wettbewerben antreten.
Die Streckenlänge beim Deutschen Meisterschaftsrudern entspricht der olympischen Distanz von 2000 Metern. Mit der erneuten Teilung der Meisterschaften 2013 wurde die Distanz bei den Großbootmeisterschaften auf 1000 Meter reduziert. Die Veranstaltung hat im deutschen Rudersport seit Jahren einen schweren Stand, da sie mit wenigen Ausnahmen in Kleinbooten (Einer und Zweier-ohne) kein Qualifikationskriterium für die Besetzung von Nationalmannschaften darstellt und daher von vielen Top-Athleten nicht besucht wird. Alle Modusänderungen seit 2005 gehen auf diese Problematik zurück, der der DRV mit verschiedenen Erprobungsmaßnahmen bisher wenig erfolgreich entgegenzuwirken versucht.
Die Sieger aller Wettbewerbe beim Deutschen Meisterschaftsrudern heißen „Deutscher Meister“ und erhalten die Meisterschaftsmedaille des DRV. Für den DRV sind gute Platzierungen bei den Kleinbootmeisterschaften ein wichtiges Auswahlkriterium für den Nationalkader.

### Weitere Wettbewerbe
Seit 1997 gibt es im DRV neben dem Deutschen Meisterschaftsrudern auch „Deutsche Sprintmeisterschaften“, bei denen die Streckenlänge mindestens 300 m und höchstens 500 m beträgt. Startberechtigt sind nur Vereinsmannschaften. Die Sieger heißen „Deutscher Sprintmeister“ und erhalten die Meisterschaftsmedaille des DRV.
2019 wurden im Rahmen der Großbootmeisterschaften die ersten Deutschen Meisterschaften im Pararudern ausgetragen. Die Distanz beträgt wie bei den Großbooten 1000 Meter.
2024 fanden die ersten Deutschen Meisterschaften im Coastal Rowing statt, 2025 im Beach Sprint.

## Ausgetragene Wettbewerbe
Das Programm der ausgeschriebenen Wettbewerbe wurde im Laufe der Jahre gelegentlich verändert. Beginnend mit der ersten Austragung im Jahr 1882 gab es zunächst nur Männer-Wettbewerbe. Erste Frauen-Rennen wurden im Jahr 1937 eingeführt (zunächst als „Reichssieger-Wettbewerbe“). Auch die ersten Leichtgewichts-Klassen waren ab 1939 zunächst „Reichssieger-Wettbewerbe“.

### Männer
- Einer – seit 1882 (mit Unterbrechungen 1914–1919 und 1945–1946)
- Doppelzweier – seit 1907 (mit Unterbrechungen 1909–1912, 1914–1919 und 1945–1946)
- Zweier ohne Steuermann – seit 1906 (mit Unterbrechungen 1914–1919 und 1945–1946)
- Zweier mit Steuermann – von 1935 bis 2004 (mit Unterbrechung 1942–1949)
- Doppelvierer – seit 1974
- Vierer ohne Steuermann – seit 1906 (mit Unterbrechungen 1914–1919 und 1945–1946)
- Vierer mit Steuermann – seit 1906 (mit Unterbrechungen 1909–1912, 1914–1927, 1945–1946 sowie 2005–2010)
- Achter – seit 1906 (mit Unterbrechungen 1914–1919, 1945–1946)
- Leichtgewichts-Einer – seit 1941 (mit Unterbrechung 1945–1947)
- Leichtgewichts-Doppelzweier – seit 1960
- Leichtgewichts-Zweier ohne Steuermann – seit 1977
- Leichtgewichts-Doppelvierer – von 1984 bis 2004 sowie seit 2011
- Leichtgewichts-Vierer ohne Steuermann – seit 1939 (mit Unterbrechungen 1940 und 1945–1946)
- Leichtgewichts-Vierer mit Steuermann – von 1940 bis 1976 (mit Unterbrechung 1941–1946)
- Leichtgewichts-Achter – von 1948 bis 2004 sowie seit 2011

### Frauen
- Einer – seit 1939 (mit Unterbrechung 1945–1947)
- Doppelzweier – seit 1939 (mit Unterbrechung 1945–1946)
- Zweier ohne Steuerfrau – seit 1970
- Doppelvierer – seit 1985
- Doppelvierer mit Steuerfrau – von 1937 bis 1984 (mit Unterbrechung 1945–1946)
- Doppelvierer mit Steuerfrau (Stilrudern) – von 1937 bis 1969 (mit Unterbrechung 1943–1948)
- Vierer ohne Steuerfrau – seit 1989
- Vierer mit Steuerfrau – von 1970 bis 1988
- Achter – von 1956 bis 1957, von 1991 bis 2004 sowie seit 2011
- Leichtgewichts-Einer – seit 1984
- Leichtgewichts-Doppelzweier – seit 1985
- Leichtgewichts-Zweier ohne Steuerfrau – von 1998 bis 2004
- Leichtgewichts-Doppelvierer ohne Steuerfrau – von 1997 bis 2004 sowie seit 2011
- Leichtgewichts-Vierer ohne Steuerfrau – von 1986 bis 1996

### Mixed
- Mixed-Doppelvierer – seit 2019
- Mixed-Achter – seit 2019

### Ehrenpreise
Erfolgreiche Mannschaften und Vereine werden beim Deutschen Meisterschaftsrudern mit folgenden Ehrenpreisen bedacht, die allesamt Wanderpreise darstellen:
- Der erfolgreichste Verein wird seit 1967 durch eine Punktewertung über Finalplatzierungen in allen Wettbewerben ermittelt. Er erhält den „Deutschen Vereinspokal“, der zuvor von 1960 bis 1966 als „Dr.-Oskar-Ruperti-Preis“ bezeichnet wurde und auch heute noch inoffiziell so bezeichnet wird.[7] Oskar Ruperti (1877–1958) war Sportfunktionär und von 1919 bis 1926 Vorsitzender des Deutschen Ruderverbandes.
- Seit 1882 erhält der Deutsche Meister im Einer der Männer die „Meisterkette“,[8] seit 2022 die Deutsche Meisterin die „Meisterinnen-Kette“.[9]
- Der Dr.-Walter-Wülfing-Gedächtnispreis ging von 1991 bis 1998 an die siegreiche Mannschaft im Vierer mit Steuermann, seit 1999 an den siegreichen Vierer ohne Steuermann.[10] Er wird im Gedenken an den ehemaligen DRV-Vorsitzenden Walter Wülfing (1901–1986) von der Stiftung Ruderclub Deutschland verliehen.
- Der Karl-Adam-Gedächtnispreis wurde von 1977 bis 2024 der siegreichen Mannschaft im Achter der Männer und deren Trainer verliehen.[11] Er war nach dem Rudertrainer Karl Adam (1912–1976) benannt.[12]

## Austragungen
| Jahr                       | Ort                                                                  | Bootsklassen                             | Bootsklassen                             | Bootsklassen                             | Bootsklassen                             |
| Jahr                       | Ort                                                                  | Männer                                   | Frauen                                   | Mixed                                    | Gesamt                                   |
| -------------------------- | -------------------------------------------------------------------- | ---------------------------------------- | ---------------------------------------- | ---------------------------------------- | ---------------------------------------- |
| 1882                       | Frankfurt am Main                                                    | 1                                        | –                                        | –                                        | 1                                        |
| 1883                       | Frankfurt am Main                                                    | 1                                        | –                                        | –                                        | 1                                        |
| 1884                       | Frankfurt am Main                                                    | 1                                        | –                                        | –                                        | 1                                        |
| 1885                       | Koblenz                                                              | 1                                        | –                                        | –                                        | 1                                        |
| 1886                       | Frankfurt am Main                                                    | 1                                        | –                                        | –                                        | 1                                        |
| 1887                       | Frankfurt am Main                                                    | 1                                        | –                                        | –                                        | 1                                        |
| 1888                       | Frankfurt am Main                                                    | 1                                        | –                                        | –                                        | 1                                        |
| 1889                       | Frankfurt am Main                                                    | 1                                        | –                                        | –                                        | 1                                        |
| 1890                       | Hamburg                                                              | 1                                        | –                                        | –                                        | 1                                        |
| 1891                       | Frankfurt am Main                                                    | 1                                        | –                                        | –                                        | 1                                        |
| 1892                       | Stettin                                                              | 1                                        | –                                        | –                                        | 1                                        |
| 1893                       | Stettin                                                              | 1                                        | –                                        | –                                        | 1                                        |
| 1894                       | Hamburg                                                              | 1                                        | –                                        | –                                        | 1                                        |
| 1895                       | Frankfurt am Main                                                    | 1                                        | –                                        | –                                        | 1                                        |
| 1896                       | Hamburg                                                              | 1                                        | –                                        | –                                        | 1                                        |
| 1897                       | Bremen                                                               | 1                                        | –                                        | –                                        | 1                                        |
| 1898                       | Bremen                                                               | 1                                        | –                                        | –                                        | 1                                        |
| 1899                       | Danzig                                                               | 1                                        | –                                        | –                                        | 1                                        |
| 1900                       | Berlin                                                               | 1                                        | –                                        | –                                        | 1                                        |
| 1901                       | Frankfurt am Main                                                    | 1                                        | –                                        | –                                        | 1                                        |
| 1902                       | Berlin                                                               | 1                                        | –                                        | –                                        | 1                                        |
| 1903                       | Berlin                                                               | 1                                        | –                                        | –                                        | 1                                        |
| 1904                       | Mainz                                                                | 1                                        | –                                        | –                                        | 1                                        |
| 1905                       | Stettin                                                              | 1                                        | –                                        | –                                        | 1                                        |
| 1906                       | Berlin                                                               | 5                                        | –                                        | –                                        | 5                                        |
| 1907                       | Frankfurt am Main                                                    | 6                                        | –                                        | –                                        | 6                                        |
| 1908                       | Hamburg                                                              | 6                                        | –                                        | –                                        | 6                                        |
| 1909                       | Straßburg                                                            | 4                                        | –                                        | –                                        | 4                                        |
| 1910                       | München                                                              | 4                                        | –                                        | –                                        | 4                                        |
| 1911                       | Berlin                                                               | 4                                        | –                                        | –                                        | 4                                        |
| 1912                       | Berlin                                                               | 4                                        | –                                        | –                                        | 4                                        |
| 1913                       | Straßburg                                                            | 6                                        | –                                        | –                                        | 6                                        |
| 1914-1919 keine Austragung |                                                                      |                                          |                                          |                                          |                                          |
| 1920                       | Berlin                                                               | 5                                        | –                                        | –                                        | 5                                        |
| 1921                       | Mannheim                                                             | 5                                        | –                                        | –                                        | 5                                        |
| 1922                       | Trier                                                                | 5                                        | –                                        | –                                        | 5                                        |
| 1923                       | Berlin                                                               | 5                                        | –                                        | –                                        | 5                                        |
| 1924                       | Frankfurt am Main                                                    | 5                                        | –                                        | –                                        | 5                                        |
| 1925                       | Hannover                                                             | 5                                        | –                                        | –                                        | 5                                        |
| 1926                       | Schweinfurt                                                          | 5                                        | –                                        | –                                        | 5                                        |
| 1927                       | Schwerin                                                             | 5                                        | –                                        | –                                        | 5                                        |
| 1928                       | Hannover                                                             | 6                                        | –                                        | –                                        | 6                                        |
| 1929                       | Berlin                                                               | 6                                        | –                                        | –                                        | 6                                        |
| 1930                       | Berlin                                                               | 6                                        | –                                        | –                                        | 6                                        |
| 1931                       | Berlin                                                               | 6                                        | –                                        | –                                        | 6                                        |
| 1932                       | Passau                                                               | 6                                        | –                                        | –                                        | 6                                        |
| 1933                       | Breslau                                                              | 6                                        | –                                        | –                                        | 6                                        |
| 1934                       | Mainz                                                                | 6                                        | –                                        | –                                        | 6                                        |
| 1935                       | Essen                                                                | 7                                        | –                                        | –                                        | 7                                        |
| 1936                       | Berlin                                                               | 7                                        | –                                        | –                                        | 7                                        |
| 1937                       | Leipzig                                                              | 7                                        | 2                                        | –                                        | 9                                        |
| 1938                       | Heilbronn                                                            | 7                                        | 2                                        | –                                        | 9                                        |
| 1939                       | Hannover (Männer) Leipzig (Frauen)                                   | 8                                        | 4                                        | –                                        | 12                                       |
| 1940                       | Berlin                                                               | 8                                        | 4                                        | –                                        | 12                                       |
| 1941                       | Berlin                                                               | 9                                        | 4                                        | –                                        | 13                                       |
| 1942                       | Berlin                                                               | 8                                        | 4                                        | –                                        | 12                                       |
| 1943                       | Berlin                                                               | 8                                        | 3                                        | –                                        | 11                                       |
| 1944                       | Wien                                                                 | 8                                        | 3                                        | –                                        | 11                                       |
| 1945-1946 keine Austragung |                                                                      |                                          |                                          |                                          |                                          |
| 1947                       | Mannheim                                                             | 8                                        | 2                                        | –                                        | 10                                       |
| 1948                       | Duisburg                                                             | 10                                       | 3                                        | –                                        | 13                                       |
| 1949                       | Mannheim                                                             | 10                                       | 4                                        | –                                        | 14                                       |
| 1950                       | Hannover                                                             | 11                                       | 4                                        | –                                        | 15                                       |
| 1951                       | Mainz                                                                | 11                                       | 4                                        | –                                        | 15                                       |
| 1952                       | Duisburg (Männer) Flörsheim am Main (Leichtgewicht) Bad Ems (Frauen) | 11                                       | 4                                        | –                                        | 15                                       |
| 1953                       | Mannheim                                                             | 11                                       | 4                                        | –                                        | 15                                       |
| 1954                       | Hannover (Männer) Duisburg (Frauen)                                  | 11                                       | 4                                        | –                                        | 15                                       |
| 1955                       | Berlin                                                               | 11                                       | 4                                        | –                                        | 15                                       |
| 1956                       | Heilbronn                                                            | 11                                       | 4                                        | –                                        | 15                                       |
| 1957                       | Berlin                                                               | 11                                       | 4                                        | –                                        | 15                                       |
| 1958                       | Duisburg                                                             | 11                                       | 4                                        | –                                        | 15                                       |
| 1959                       | Mannheim                                                             | 11                                       | 4                                        | –                                        | 15                                       |
| 1960                       | Duisburg                                                             | 12                                       | 4                                        | –                                        | 16                                       |
| 1961                       | Hannover                                                             | 12                                       | 4                                        | –                                        | 16                                       |
| 1962                       | Mainz                                                                | 12                                       | 4                                        | –                                        | 16                                       |
| 1963                       | Essen                                                                | 12                                       | 4                                        | –                                        | 16                                       |
| 1964                       | Duisburg                                                             | 12                                       | 4                                        | –                                        | 16                                       |
| 1965                       | Mannheim                                                             | 12                                       | 4                                        | –                                        | 16                                       |
| 1966                       | Hannover                                                             | 12                                       | 4                                        | –                                        | 16                                       |
| 1967                       | Duisburg                                                             | 12                                       | 4                                        | –                                        | 16                                       |
| 1968                       | Duisburg                                                             | 12                                       | 4                                        | –                                        | 16                                       |
| 1969                       | Duisburg                                                             | 12                                       | 4                                        | –                                        | 16                                       |
| 1970                       | Duisburg                                                             | 12                                       | 5                                        | –                                        | 17                                       |
| 1971                       | Duisburg                                                             | 12                                       | 5                                        | –                                        | 17                                       |
| 1972                       | Duisburg                                                             | 12                                       | 5                                        | –                                        | 17                                       |
| 1973                       | München                                                              | 12                                       | 5                                        | –                                        | 17                                       |
| 1974                       | Bamberg                                                              | 13                                       | 5                                        | –                                        | 18                                       |
| 1975                       | Duisburg                                                             | 13                                       | 5                                        | –                                        | 18                                       |
| 1976                       | München                                                              | 13                                       | 5                                        | –                                        | 18                                       |
| 1977                       | München                                                              | 13                                       | 5                                        | –                                        | 18                                       |
| 1978                       | Essen                                                                | 13                                       | 5                                        | –                                        | 18                                       |
| 1979                       | München                                                              | 13                                       | 5                                        | –                                        | 18                                       |
| 1980                       | Duisburg                                                             | 13                                       | 5                                        | –                                        | 18                                       |
| 1981                       | Essen                                                                | 13                                       | 5                                        | –                                        | 18                                       |
| 1982                       | München                                                              | 13                                       | 5                                        | –                                        | 18                                       |
| 1983                       | Köln                                                                 | 13                                       | 5                                        | –                                        | 18                                       |
| 1984                       | Ratzeburg                                                            | 14                                       | 6                                        | –                                        | 20                                       |
| 1985                       | München                                                              | 14                                       | 7                                        | –                                        | 21                                       |
| 1986                       | Duisburg                                                             | 14                                       | 8                                        | –                                        | 22                                       |
| 1987                       | München                                                              | 14                                       | 8                                        | –                                        | 22                                       |
| 1988                       | Hamburg                                                              | 14                                       | 8                                        | –                                        | 22                                       |
| 1989                       | München                                                              | 14                                       | 8                                        | –                                        | 22                                       |
| 1990                       | Duisburg                                                             | 14                                       | 8                                        | –                                        | 22                                       |
| 1991                       | Duisburg                                                             | 14                                       | 9                                        | –                                        | 23                                       |
| 1992                       | München                                                              | 14                                       | 9                                        | –                                        | 23                                       |
| 1993                       | Duisburg                                                             | 14                                       | 9                                        | –                                        | 23                                       |
| 1994                       | Hamburg                                                              | 14                                       | 9                                        | –                                        | 23                                       |
| 1995                       | Hamburg                                                              | 14                                       | 9                                        | –                                        | 23                                       |
| 1996                       | Essen                                                                | 14                                       | 9                                        | –                                        | 23                                       |
| 1997                       | Duisburg                                                             | 14                                       | 9                                        | –                                        | 23                                       |
| 1998                       | Duisburg                                                             | 14                                       | 10                                       | –                                        | 24                                       |
| 1999                       | Köln                                                                 | 14                                       | 10                                       | –                                        | 24                                       |
| 2000                       | Berlin                                                               | 14                                       | 10                                       | –                                        | 24                                       |
| 2001                       | Köln                                                                 | 14                                       | 10                                       | –                                        | 24                                       |
| 2002                       | Berlin                                                               | 14                                       | 9                                        | –                                        | 23                                       |
| 2003                       | Ratzeburg                                                            | 14                                       | 10                                       | –                                        | 24                                       |
| 2004                       | Berlin                                                               | 14                                       | 10                                       | –                                        | 24                                       |
| 2005                       | Köln (Kleinboot) Salzgitter (Großboot)                               | 10                                       | 7                                        | –                                        | 17                                       |
| 2006                       | Brandenburg an der Havel (Kleinboot) Berlin (Großboot)               | 10                                       | 6                                        | –                                        | 16                                       |
| 2007                       | Köln (Kleinboot) Münster (Großboot)                                  | 10                                       | 7                                        | –                                        | 17                                       |
| 2008                       | Brandenburg an der Havel (Kleinboot) Eschwege (Großboot)             | 10                                       | 7                                        | –                                        | 17                                       |
| 2009                       | Brandenburg an der Havel (Kleinboot) Essen (Großboot)                | 10                                       | 7                                        | –                                        | 17                                       |
| 2010                       | Brandenburg an der Havel (Kleinboot) München (Großboot)              | 10                                       | 7                                        | –                                        | 17                                       |
| 2011                       | Brandenburg an der Havel                                             | 13                                       | 9                                        | –                                        | 22                                       |
| 2012                       | Köln                                                                 | 12                                       | 9                                        | –                                        | 21                                       |
| 2013                       | Duisburg (Kleinboot) Münster (Großboot)                              | 10                                       | 7                                        | –                                        | 17                                       |
| 2014                       | Köln (Kleinboot) Eschwege (Großboot)                                 | 10                                       | 7                                        | –                                        | 17                                       |
| 2015                       | Brandenburg an der Havel (Kleinboot) Wiesbaden (Großboot)            | 10                                       | 7                                        | –                                        | 17                                       |
| 2016                       | Köln (Kleinboot) Krefeld (Großboot)                                  | 10                                       | 7                                        | –                                        | 17                                       |
| 2017                       | Krefeld (Kleinboot) Salzgitter (Großboot)                            | 10                                       | 7                                        | –                                        | 17                                       |
| 2018                       | Essen (Kleinboot) Brandenburg an der Havel (Großboot)                | 10                                       | 7                                        | –                                        | 17                                       |
| 2019                       | Köln (Kleinboot) Hamburg (Großboot)                                  | 8                                        | 8                                        | 2                                        | 18                                       |
| 2020                       | München (Kleinboot) Krefeld (Großboot)                               | keine Austragung wegen COVID-19-Pandemie | keine Austragung wegen COVID-19-Pandemie | keine Austragung wegen COVID-19-Pandemie | keine Austragung wegen COVID-19-Pandemie |
| 2021                       | Krefeld (nur Großboot)                                               | 6                                        | 5                                        | 2                                        | 13                                       |
| 2022                       | Krefeld (Kleinboot) Münster (Großboot)                               | 10                                       | 10                                       | 2                                        | 22                                       |
| 2023                       | Brandenburg an der Havel (Kleinboot) Köln (Großboot)                 | 10                                       | 10                                       | 2                                        | 22                                       |
| 2024                       | Krefeld (Kleinboot) Werder (Havel) (Großboot)                        | 10                                       | 9                                        | 2                                        | 21                                       |
| 2025                       | Brandenburg an der Havel (Kleinboot) Krefeld (Großboot)              | 10                                       | 9                                        | 2                                        | 21                                       |

## Sprintmeisterschaften
Seit 1997 werden neben dem Deutschen Meisterschaftsrudern auch Sprintmeisterschaften ausgetragen. Anders als beim Meisterschaftsrudern dürfen hierbei lediglich Vereinsmannschaften antreten.
| Jahr | Ort            | Distanz | Bootsklassen | Bootsklassen | Bootsklassen | Bootsklassen |
| Jahr | Ort            | Distanz | Männer       | Frauen       | Mixed        | Gesamt       |
| ---- | -------------- | ------- | ------------ | ------------ | ------------ | ------------ |
| 1997 | Essen          | 400 m   | 5            | 3            | –            | 8            |
| 1998 | Bad Waldsee    | 500 m   | 6            | 2            | –            | 8            |
| 1999 | Eschwege       | 400 m   | 6            | 4            | –            | 10           |
| 2000 | Heidelberg     | 450 m   | 6            | 3            | –            | 9            |
| 2001 | Schweinfurt    | 400 m   | 6            | 5            | –            | 11           |
| 2002 | Nürnberg       | 400 m   | 6            | 4            | –            | 10           |
| 2003 | Eschwege       | 400 m   | 6            | 3            | 1            | 10           |
| 2004 | Münster        | 370 m   | 6            | 3            | 1            | 10           |
| 2005 | Wolfsburg      | 400 m   | 6            | 3            | 1            | 10           |
| 2006 | Essen          | 350 m   | 6            | 3            | 1            | 10           |
| 2007 | Krefeld        | 430 m   | 6            | 3            | 1            | 10           |
| 2008 | Eschwege       | 350 m   | 6            | 3            | 1            | 10           |
| 2009 | Köln           | 310 m   | 6            | 4            | 1            | 11           |
| 2010 | Essen          | 350 m   | 6            | 4            | 1            | 11           |
| 2011 | Mannheim       | 350 m   | 6            | 4            | 1            | 11           |
| 2012 | Krefeld        | 350 m   | 6            | 4            | 1            | 11           |
| 2013 | Münster        | 350 m   | 6            | 4            | 1            | 11           |
| 2014 | Eschwege       | 350 m   | 6            | 4            | 1            | 11           |
| 2015 | Wiesbaden      | 350 m   | 6            | 4            | 1            | 11           |
| 2016 | Krefeld        | 350 m   | 6            | 4            | 1            | 11           |
| 2017 | Salzgitter     | 350 m   | 6            | 4            | 1            | 11           |
| 2018 | Münster        | 350 m   | 6            | 4            | 1            | 11           |
| 2019 | Essen          | 350 m   | 6            | 4            | 1            | 11           |
| 2020 | Werder (Havel) | 450 m   | 6            | 6            | 1            | 13           |
| 2021 | Bremen         | 350 m   | 6            | 6            | 1            | 13           |
| 2022 | Schweinfurt    | 350 m   | 6            | 6            | 1            | 13           |
| 2023 | Heidelberg     | 350 m   | 6            | 6            | 1            | 13           |
| 2024 | Münster        | 350 m   | 6            | 6            | 1            | 13           |
| 2025 | Wiesbaden      | 350 m   |              |              |              |              |